# Targezyna
Targezyna (farm. Targesinum, Argentum diacetylotannicum albuminatum) - dwuacetylotaninobiałczan srebrowy, koloidalne połączenie kompleksowe, zawierające 6% srebra.
Targezyna ma postać ciemnoszarych do ciemnobrązowych płytek o metalicznym połysku lub proszku. Wykazuje działanie bakteriobójcze i ściągające. Obecnie targezyna stosowana jest niekiedy miejscowo w okulistyce i laryngologii w postaci kropli i maści, w zakresie stężeń 0,5% - 4%. Dawniej stosowana była doustnie w gastroenterologii, jednak obecnie w leczeniu choroby wrzodowej żołądka i dwunastnicy wyparta niemal całkowicie.

## Preparaty
- Argentum diacetylotannicum albuminatum /Silbereiweiß-Acetyltannat (boraxfrei)/ - subst. do receptury aptecznej  / Fagron GmbH Et Co. KG - Niemcy.